# Suparak Kamsiang
Suparak Kamsiang (thailändisch ศุภลักษณ์ คำเสียง, * 26. Juli 1996) ist ein thailändischer Fußballspieler.

## Karriere
Suparak Kamsiang erlernte das Fußballspielen in der Jugendmannschaft von Bangkok United. Hier unterschrieb er am 1. Januar 2014 auch seinen ersten Vertrag. Der Verein aus der Hauptstadt Bangkok spielte in der ersten thailändischen Liga. 2016 wurde er an den damaligen Drittligisten Bangkok Christian College FC ausgeliehen. Bei Bangkok United kam er in der ersten Liga nicht zum Einsatz. 2018 wechselte er nach Pattaya zum Viertligisten Pattaya Esan D-Beach Aura FC. Mitte 2019 unterschrieb er einen Vertrag beim Viertligisten Rangsit United FC. Von Juli 2019 bis Dezember 2021 pausierte er. Ende Dezember 2021 nahm ihn der Zweitligist Nakhon Pathom United FC unter Vertrag. Sein Zweitligadebüt für den Verein aus Nakhon Pathom gab Suparak Kamsiang am 29. Januar 2022 (11. Spieltag) im Auswärtsspiel gegen den Udon Thani FC. Hier wurde er in der 89. Minute für Sajjaporn Tumsuwan eingewechselt. Nakhon Pathom gewann das Spiel 4:0. Am Ende der Saison 2022/23 feierte er mit Nakhon Pathom die Meisterschaft und den Aufstieg in die erste Liga. Nach Ende der Saison wurde sein Vertrag im Sommer 2023 nicht verlängert.

## Erfolge
Nakhon Pathom United FC
- Thailändischer Zweitligameister: 2022/23  ▲